# Teknisk fysik och elektroteknik
Teknisk fysik och elektroteknik (Y) är en civilingenjörsutbildning på Linköpings tekniska högskola och Luleå tekniska universitet som motsvarar en kombination av utbildningarna Teknisk fysik och Elektroteknik på andra högskolor och universitet. Programmet är, sedan höstterminen 2007, femårigt och ger både civilingenjörs- och master-examen; studenter som börjat före höstterminen 2007 har möjlighet att välja mellan den gamla 4½-åriga civilingenjörsexamen och den nya 5-åriga kombinerade civilingenjörs- och master-examen. De tre första åren läses gemensamt och därefter profileras utbildningen mot ett flertal områden. Efter de tre första åren ges numera möjlighet att ta kandidatexamen.

## Y vid Linköpings tekniska högskola
Utbildningen startade 1969 med 80 platser. År 2012 fanns det 110 platser per årskull. Utbildningens sektion, Y-sektionen, startade 1971.
En variant av utbildningen är Teknisk fysik och elektroteknik – internationell (Yi). Denna utbildning innehåller även språkkurser (tyska, franska, spanska, kinesiska eller japanska) och det tredje eller fjärde året läses i ett land där det valda språket talas. Programmet har 30 platser. På Y-sektionen finns även utbildningen Medicinsk teknik (µ)  sedan 2010.
Programmet fick 2007 ta emot utmärkelsen Årets teknikutbildning av Teknikföretagen. Motiveringen var utbildningens kombination av bredd och djup samt dess nära samarbete med näringslivet.

## Y vid Luleå tekniska universitet
Utbildningen startade 2009 med 30 platser som en ersättning för de två tidigare civilingenjörsutbildningarna Teknisk fysik resp. Elektroteknik som båda funnits sedan 1992. Förutom Y finns sedan 1997 den större utbildningen Rymdteknik som också har sin bas i fysik, elektroteknik och systemteknik.